# Lakdar Boussaha
Pour les articles homonymes, voir Boussaha.
Lakdar Boussaha est un footballeur franco-algérien, né le 18 juillet 1987 à Bourg-Saint-Maurice. Il évolue au poste d'attaquant à  l'Étoile Carouge Football Club.

## Biographie
Lakdar Boussaha commence le football à l'AS Bourg-Saint-Maurice, mais quitte le club en 2004 lorsque le club fusionne avec le FC Aime-Macot pour former le FC de Haute Tarentaise. Pour Boussaha, direction le foot étude. Il rejoint alors le club du Annecy FC. Il y reste 4 ans, d'abord en sport-études, puis en 18 ans, puis deux années en seniors. Il quitte ensuite le club, dans les bagages de Réginald Ray (ancien entraîneur du FCS Rumilly) pour l'US Boulogne, d'abord en post-formation avant d'évoluer avec la réserve en DH. 
Il signe pro en juin 2009 puis fait ses grands débuts en professionnel en septembre suivant, en entrant en jeu en Coupe de la ligue contre le Paris SG. Dix jours plus tard, il est titulaire face au Lille OSC pour son premier match en Ligue 1. 
En manque de temps de jeu à Boulogne, il signe en 2010 à Besançon, en quatrième division. Dès la première saison, le club est champion de CFA et monte en National. Mais le club est rétrogradé en fin de saison, puis liquidé. Il quitte alors le club et rejoint l'équipe algérienne de la JSM Béjaïa.
Une saison plus tard, il retrouve l'équipe de Bourg-Péronnas qui évolue en National. Après une onzième place la première saison, le club termine troisième la saison suivante, et accède en Ligue 2. 
Le 9 janvier 2018, il est libéré de son contrat par Bourg-en-Bresse et rejoint le Grenoble Foot 38 pour une durée de 6 mois plus une année en option en cas de montée en Ligue 2.
Lors de la saison 2018-2019, il est avec Brice Maubleu l'un des deux délégués syndicaux de l'UNFP au sein du Grenoble Foot 38.
Le 17 juillet 2019, il quitte le Grenoble Foot 38 pour s'engager avec le club suisse de l'Etoile Carouge Football Club pour une durée de 2 saisons. L'Etoile Carouge Football Club est actuellement en Challenge League, qui équivaut à la deuxième division (Ligue 2) en France.

## Statistiques
Le tableau ci-dessous retrace la carrière de Lakdar Boussaha depuis ses débuts :
| Saison                | Club                  | Championnat           | Championnat | Championnat | Coupe nationale | Coupe nationale | Coupe de la Ligue | Coupe de la Ligue | Compétition(s) continentale(s) | Compétition(s) continentale(s) | Compétition(s) continentale(s) | Total | Total |
| Saison                | Club                  | Division              | M.          | B.          | M.              | B.              | M.                | B.                | Comp.                          | M.                             | B.                             | M.    | B.    |
| 2009-2010             | US Boulogne           | Ligue 1               | 2           | 0           | 1               | 0               | 1                 | 0                 | -                              | -                              | -                              | 4     | 0     |
| 2010-2011             | Besançon RC           | CFA                   | 22          | 7           | -               | -               | -                 | -                 | -                              | -                              | -                              | 22    | 7     |
| 2011-2012             | Besançon RC           | National              | 30          | 13          | 2               | 1               | -                 | -                 | -                              | -                              | -                              | 32    | 14    |
| 2012-2013             | JSM Béjaïa            | Ligue 1               | 17          | 2           | -               | -               | -                 | -                 | C1                             | 3                              | 0                              | 20    | 2     |
| 2013-2014             | FC Bourg-Péronnas     | National              | 30          | 9           | 4               | 1               | -                 | -                 | -                              | -                              | -                              | 34    | 10    |
| 2014-2015             | FC Bourg-Péronnas     | National              | 26          | 10          | -               | -               | -                 | -                 | -                              | -                              | -                              | 26    | 10    |
| 2015-2016             | Bourg-en-Bresse 01    | Ligue 2               | 34          | 9           | 4               | 4               | 4                 | 6                 | -                              | -                              | -                              | 42    | 19    |
| 2016-2017             | Bourg-en-Bresse 01    | Ligue 2               | 24          | 10          | -               | -               | 1                 | 0                 | -                              | -                              | -                              | 25    | 10    |
| 2017-2018             | Bourg-en-Bresse 01    | Ligue 2               | 17          | 1           | 3               | 1               | 1                 | 0                 | -                              | -                              | -                              | 21    | 2     |
| 2017-2018             | Grenoble Foot 38      | National              | 9           | 0           | 2               | 1               | 1                 | 0                 | -                              | -                              | -                              | 12    | 1     |
| 2018-2019             | Grenoble Foot 38      | Ligue 2               | 14          | 1           | -               | -               | -                 | -                 | -                              | -                              | -                              | 14    | 1     |
| 2019-2020             | Étoile Carouge FC     | Promotion League      | 14          | 8           | 1               | 0               | -                 | -                 | -                              | -                              | -                              | 15    | 8     |
| 2020-2021             | Étoile Carouge FC     | Promotion League      | 20          | 11          | 1               | 2               | -                 | -                 | -                              | -                              | -                              | 21    | 13    |
| 2021-2022             | Étoile Carouge FC     | Promotion League      | 26          | 7           | 4               | 1               | -                 | -                 | -                              | -                              | -                              | 30    | 8     |
| Total sur la carrière | Total sur la carrière | Total sur la carrière | 282         | 88          | 22              | 11              | 8                 | 6                 | -                              | 3                              | 0                              | 315   | 105   |

## Palmarès
- Champion de CFA en 2011 avec le Besançon RC.
- Champion de France de National en 2007 avec l'US Boulogne.
- Meilleur buteur en Coupe de la ligue 2016.